# Praia de Naufragados
La Playa de Naufragados es la playa más al sur de Florianópolis, quedando a 43 km del centro de la ciudad. Una línea de tres kilómetros separa la playa de la carretera, donde hay cascadas y ruinas de un ingenio de harina. El acceso también puede ser hecho tomándose una embarcación en la playa de la Caieira de la Barra del Sur hasta la punta de Naufragados.
No se la razón correcta para el nombre de esta playa. Hay dos hipótesis: 
- Una se refiere al naufragio de una de las embarcaciones de la expedición de Juan Díaz de Solís, a ocurrida en abril de 1516, al buscar  la bahía Sur. Aleixo Garcia y  cerca de diez tripulantes sobrevivieron a este naufragio, habiendo vivido por algunos años entre indios Carijós que habitaban aquel litoral;
- Otra versión atribuye ese nombre al naufragio de dos embarcaciones de meso porte usadas por los portugueses, bien frente a la playa, en 1753. Siguiendo determinaciones de la Corte Portuguesa, cerca de 250 colonos açorianos viajaban para el Río Grande del Sur cuando ocurrió el accidente en ese local. Sólo 77 colonos escaparon, de los cuales parte quedó en la Isla y otros siguieron para Laguna y Río Grande del Sur.

La pista hasta Naufragados es bien marcada, siendo muy utilizado por lo menos desde la inauguración del faro, en el costado derecho de la playa, en 1861. A partir de esta época, las familias migraron a la región, un ingenio fue construido y se abrieron los primeros campos de cultivo en la selva. Empresas coloniales que prosperaron obligaron a la importación de esclavos. De este período se conservan algunas ruinas que aún pueden observarse en la orilla de la pista. También pueden ser percibidas algunas mejoras en el trazado del camino, escalones y valos de drenaje. 

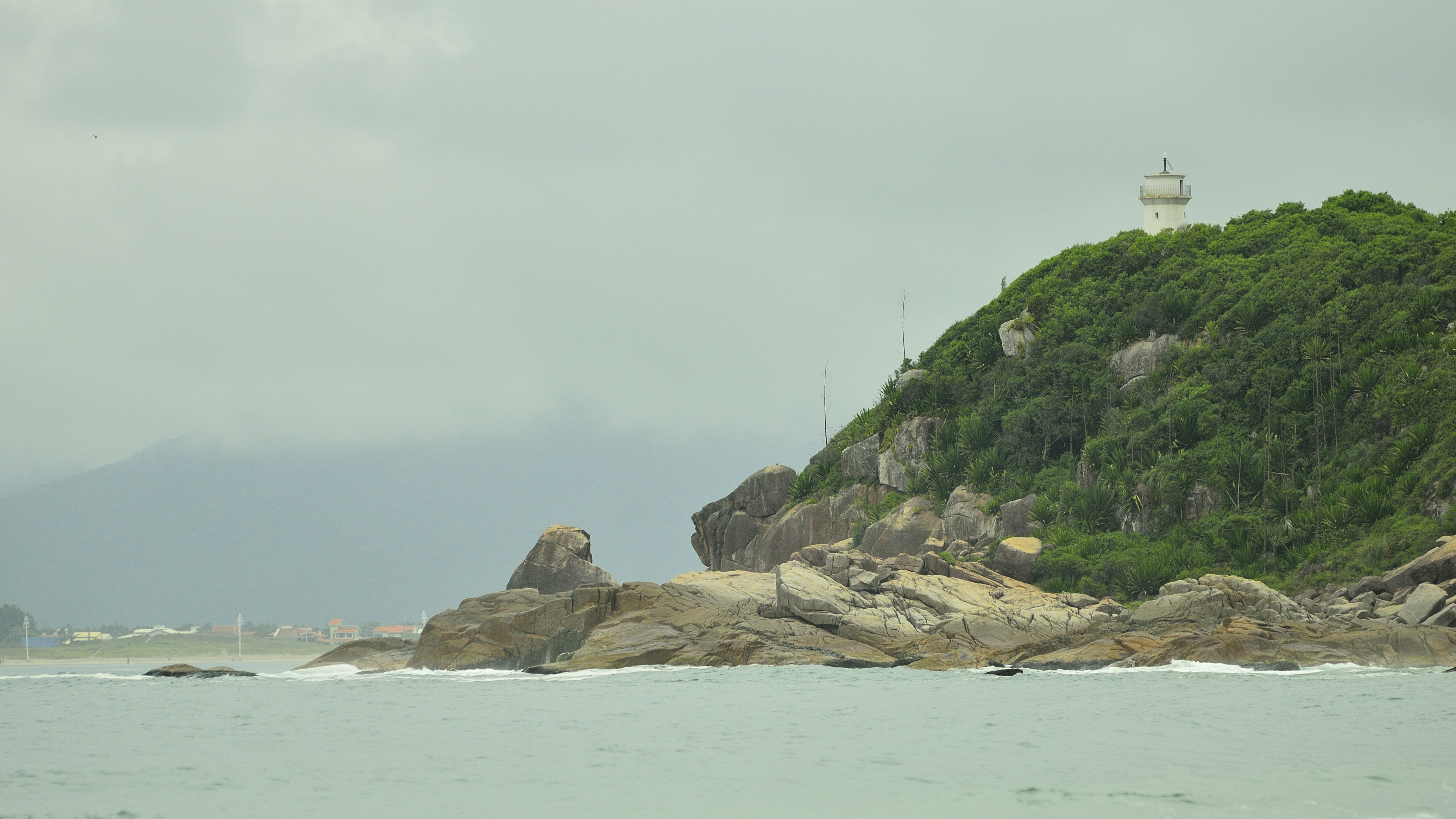
El Faro en la Punta de los Naufragados.

Además del Farol erguido en 1861, hay también algunos tramos de murallas y el armamento original de tres cañones Armstrong de 120 mm C/40 fabricados en 1893, y que aún se encuentran en buen estado de conservación, que formaban parte de una fortificación que integraba el antiguo sistema defensivo de la isla de Santa Catarina. 
Una otra pista, menos conocida, tiene su inicio ya próximo a la Playa de los Naufragados y sigue a la izquierda del camino principal, llevando a la Punta del Pasto, en la dirección de la Playa del Saquinho. En la playa, que se encuentra en área de preservación del Parque Provincial del Tablero, se encuentran hoy varias casas de madera, formando una pequeña comunidad, donde funcionan cuatro restaurantes. 
Más al sur, cerca de la Punta de los Naufragados, está la Isla de Araçatuba, donde fue erguida a Fortaleza de Nuestra Señora de la Conceição de Araçatuba, en 1742.
- Datos: Q955895
- Multimedia: Praia dos Naufragados / Q955895